# Di-lặc hạ sinh kinh

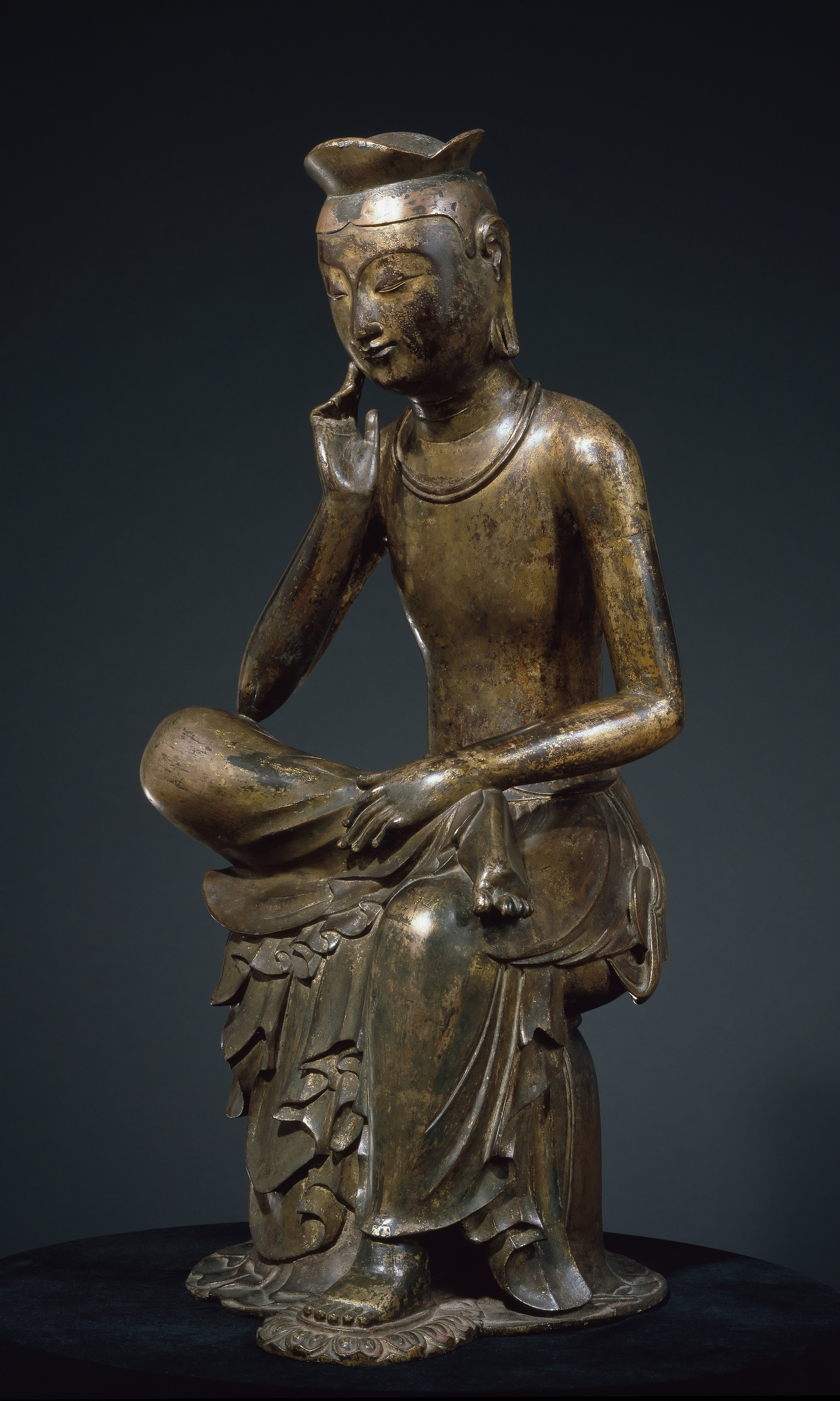
Tượng đồng Bồ tát Phật Di lặc trầm ngâm, khoảng thế kỷ thứ 7. Hiện vật nằm trong danh sách quốc bảo của Hàn Quốc.

Di-lặc hạ sinh kinh (tiếng Phạn: आर्यमैत्रेय-व्याकरणम्, Maitreya-vyākaraṇa), còn gọi là Quán Di-lặc Bồ tát hạ sinh kinh, Di-lặc thành Phật kinh, Di-lặc đương lai hạ sinh kinh, Hạ sinh kinh, là một trong ba bộ kinh quan trọng về Phật Di-lặc trong hệ kinh văn Đại thừa. Nội dung kinh chủ yếu miêu tả hoàn cảnh khi Phật Di-lặc ra đời, thế gian thái bình thịnh trị, và Phật Di-lặc 3 lần giảng thuyết trong hội Long Hoa pháp độ chúng sinh.

## Biên dịch
Kinh Di-lặc hạ sinh được phổ biến từ thời cổ đại. Đây là một trong số ít bản kinh gốc Phạn ngữ bảo tồn được cho đến ngày nay. Ngoài ra còn có các phiên bản Tạng ngữ, tiếng Saka, và ngữ hệ Turk được viết bằng chữ Duy Ngô Nhĩ cổ. Trong số đó, phiên bản Tạng ngữ có nội dung khá tương đồng với bản dịch Hán ngữ của Nghĩa Tịnh.
Khi truyền bá đến Trung Quốc, bản kinh này được nhiều lần chuyển dịch sang Hán văn, vì vậy tồn tại nhiều bản dịch khác nhau:
- "Di-lặc hạ sinh kinh" (彌勒下生經), do Trúc Pháp Hộ thời Tây Tấn biên dịch. Đây là bộ dịch kinh Hán văn cổ nhất và phổ biến nhất. Tuy nhiên, kinh có nhiều đoạn bị cho là giống với kinh số 3, phẩm 10 trong kinh Tăng nhất A-hàm, bản kinh được Đàm-ma-nan-đề (một số tài liệu chép là Trúc Phật Niệm) biên dịch trước đó. Kinh này được cho là một biệt dịch của Tăng nhất A-hàm. Bản kinh này mở đầu với thỉnh cầu của A-nan.
- "Di-lặc lai thời kinh" (彌勒來時經), bản dịch thời Đông Tấn, đã thất lạc. Bản kinh này giản lược hơn bản Di-lặc hạ sinh kinh, và do Xá-lợi-phất thỉnh cầu.
- "Di-lặc hạ sinh thành Phật kinh" (彌勒下生成佛經), do Cưu-ma-la-thập dịch ở Trường An vào năm 401. Mở đầu với thỉnh cầu của Xá-lợi-phất.
- "Di-lặc đại thành Phật kinh" (彌勒大成佛經), cũng được Cưu-ma-la-thập dịch ở Trường An năm 401, bổ sung thêm một phần mô tả sự phát triển của Bồ-đề tâm và Mạt pháp. Mở đầu với thỉnh cầu của Xá-lợi-phất.
- "Di-lặc hạ sinh thành Phật kinh" (彌勒下生成佛經), do Nghĩa Tịnh biên dịch năm 701. Mở đầu với thỉnh cầu của Xá-lợi-phất.

## Nội dung
Nội dung kinh mô tả hoàn cảnh Di-lặc thành Phật trong tương lai. Vào thời điểm đó, nhân gian Diêm-phù-đề đã được tịnh hóa, xứng đáng được vào cõi tịnh độ. Bồ tát Di-lặc từ cõi trời Đâu-suất giáng sinh, sau đó xuất gia học đạo. Ngài đến ngồi thiền gốc cây Long Hoa (Naga) và đắc giác ngộ ngay trong đêm đó. Sau khi thành Phật, Di-lặc đã thuyết pháp dưới cây Long Hoa để cứu độ chúng sinh. Lần thuyết pháp đầu tiên đã hóa độ cho 9,6 tỷ người đắc quả La hán, lần hai được 9,4 tỷ người, và lần ba là 9,2 tỷ người.

## Các kinh chú giải
- Tân La Cảnh Hưng (憬興, 경흥, Gyeongheung), Di-lặc hạ sinh kinh sớ, 1 quyển, Vạn tục tạng, sách 34.
- Nhật Bản Thiện Châu (善珠, Zenjū), Di-lặc hạ sinh kinh nghĩa sớ, 1 quyển.
- Tác giả không rõ, Di-lặc hạ sinh kinh thuật tán, 1 quyển (không đầy đủ), Vạn tục tạng, sách 34.

## Kinh điển liên quan
Các kinh điển Pali như Kinh Chuyển luân Thánh vương Sư tử hống (Cakkavati-Sìhanàda sutta) và Kinh Phật chủng tính (Buddhavamsa) đều ghi nhận rằng Di-lặc sẽ xuất hiện trong một thế giới tương lai. Trong hệ kinh văn Pali về sau, có thêm kinh văn "Vị lai sử" (Anāgatavaṃsa), cũng mô tả về Di-lặc từ khi sinh ra cho đến khi thành Phật, được cho là do Kassapa ở Nam Ấn Độ biên soạn vào cuối thế kỷ 12.
Tài liệu "Di-lặc hội kiến ký" được phát hiện ở Tân Cương vào thế kỷ 20, kể về Maitreya (Di-lặc), 120 tuổi, đệ tử Bà-la-môn phái Popoli cùng với 16 người đến bái yết Thích-ca Mâu-ni. Sau khi bái kiến Đức Phật, Di-lặc và 16 người cùng đi khác đã đặt câu hỏi khảo nghiệm về Như Lai, được Phật thuyết giảng thông tỏ, vì vậy đã quy y Phật môn. Tài tiệu được Shengyue (聖月) dịch sang tiếng Tochari, và sau đó sang tiếng Uyghur bởi Zhihu (智護). Câu chuyện tương tự được ghi lại trong bản dịch Hán văn của "Hiền ngu kinh" tập 20 phẩm Bà-ba-ly.
Tiểu Bộ kinh, phần Kinh tập, phẩm thứ 5: Bỉ ngạn đạo phẩm có ghi lại các câu hỏi và trả lời giữa 16 người nhóm Di-lặc và Đức Phật.

## Vị trí
Tín ngưỡng thờ Di-lặc tại Trung Quốc dần dần thịnh hành kể từ khi nó được hòa thượng Đạo An chủ trương đầu tiên vào thời nhà Tấn. Vào đầu thời Đường, dưới sự phát triển của các cao tăng Thiên Thai tông và Pháp tướng tông, cùng với sự ủng hộ của Võ Tắc Thiên, quan niệm dân gian "Phật Di Lặc xuất thế" đã được lưu truyền rộng rãi, phát triển không ít tăng ni tín sĩ. Đến tận thế kỷ XIX, XX, nhiều nhóm tôn giáo bí mật tại Trung Quốc vẫn chịu ảnh hưởng sâu sắc bởi tín ngưỡng Di-lặc.